# Fritz Bachmann
Fritz Bachmann (1921. január 20. –) német labdarúgó, edző.